# Jax Jones
Timucin Lam, född Timucin Fabian Kwong Wah Aluo, mer känd som Jax Jones, född 25 juli 1987 i London, är en engelsk DJ, låtskrivare, skivproducent och remixare. Han blev känd 2014 då han medverkade på Duke Dumonts låt "I Got U". Han släppte sedan låten "You Don't Know Me" (2016) med sång av sångerskan Raye och senare släpptes låten "Instruction" (2017) med sång av Demi Lovato. Den 6 september 2019 släppte Jax Jones sitt debutalbum Snacks (Supersize) och efter detta släpptes även låten "One Touch" med sång av Jess Glynne.